# Lycopodium wightianum
Lycopodium wightianum là một loài thực vật có mạch trong Họ Thạch tùng. Loài này được Grev. & Hook. mô tả khoa học đầu tiên năm 1833.